# 松本市野球場
松本市野球場（まつもとし・やきゅうじょう）は、長野県松本市にある野球場である。松本市が運営管理を行っている。2023年4月より、命名権による「セキスイハイム松本スタジアム」（略称・ハイスタ）という愛称が使用されている。

## 歴史
1924年の大正天皇と貞明皇后の成婚25周年記念事業として、県知事が県議会に対し図書館と運動場の建設を提案した事に端緒を発する。審議の結果、図書館は長野市に、運動場は松本市に建設されることとなった。このうち県営の野球場は松本市東隣、東筑摩郡本郷村の浅間温泉に程近いところで建設が進められ、1926年9月21日、長野県営松本野球場（ながのけんえい・まつもとやきゅうじょう）として開場し、開場以来アマチュア野球公式戦が行われた他、プロ野球公式戦も開催された。1947年8月16日に開催されたプロ野球ダブルヘッダーでは、2試合で合計13本の三塁打が記録された。当時の県営球場は外野にフェンスがなく、フィールドと場外との仕切りは地面に杭を打って綱を渡し、網を張っただけの簡素な低い柵で、特別に「打球がバウンドしてから柵を超えた場合はエンタイトル三塁打とする」というルールの下で試合を行ったところ、折からの強風もあいまって、第1試合の巨人対阪急では、巨人が3回に1イニング4本の三塁打を記録。また第2試合の阪神対東急では阪神4本、東急5本の計9本の三塁打が記録され、スコアも18－13で阪神が勝利という大味な試合となった。翌1948年5月16日に開催された中部日本対阪神では「三塁打ではルールが甘過ぎる」として、「柵を超えた場合はエンタイトル二塁打」というルールに変更された。
しかし老朽化のため、全面改築されることとなった。また、市内にあるもう一つの野球場で松本空港近くにあった松本市営野球場も老朽化したため廃止されることとなり、1989年1月1日に県と市との間で施設の相互譲与を行い、県営球場は市に移管して改築工事に着工した。一方の市営球場跡地は県に移管して松本平広域公園（信州スカイパーク。主な施設は松本平広域公園総合球技場、やまびこドーム等）の建設用地の一部となった。現市野球場は1991年に完成、その後ナイター設備も設けられた。開場以来、高校野球などアマチュア野球公式戦が行われている他、不定期でプロ野球公式戦が開催されている。
ベースボール・チャレンジ・リーグの信濃グランセローズが2007年の発足以来毎年公式戦を開催している（例年5試合前後）。
2015年4月1日より、株式会社信州グリーンと株式会社シミズオクトで構成する「信州グリーン・シミズオクトグループ」が指定管理者となった。
2019年10月より2021年3月まで大規模な改修工事が実施され、2020年は高校野球の地区予選や信濃グランセローズの公式戦は開催されなかった。
松本市では2022年に命名権による愛称を公募した結果、同年10月にセキスイハイム信越が契約年額470万円で優先交渉権者に決定し、2023年4月から5年間の契約で「セキスイハイム松本スタジアム」の愛称が使用されている。

## NPB公式戦での出来事
初のプロ野球公式戦は1991年6月25日、読売ジャイアンツ対ヤクルトスワローズ戦。近隣の安曇野市出身で当時読売新聞社の名誉会長だった務臺光雄の誘致により、松本市で36年ぶりに巨人戦が開催された。球場プロ1号は古田敦也が放った。試合は16－5でヤクルトが圧勝したが、務臺との関連により翌日のスポーツ各紙では「巨人、お膝元で赤っ恥」という見出しで書き立てられた。
NPB初のナイターは1999年、日本ハムファイターズ対千葉ロッテマリーンズ2連戦。2試合ともロッテの松本尚樹が活躍し、松本市関係者は松本に松本駅で接触し、松本てまりをプレゼントした。
2003年7月1日に開催された横浜ベイスターズ対ヤクルトスワローズ15回戦でヤクルトの稲葉篤紀が史上56人目のサイクルヒットを達成した。5回まででの達成（4打席）はNPB史上最速で、降雨コールドゲームでの達成は史上初。同日、福岡ダイエーホークスの村松有人もサイクル安打を達成し、同日に2選手がサイクル安打を達成したのもNPBで初めてだった。
2017年9月5日、前述の1991年以来26年ぶりに巨人戦（対中日ドラゴンズ）が開催された（結果は延長11回、巨人のサヨナラ勝ち）。

## 施設概要
- 両翼：98m、中堅：122m
- 内野：クレー、外野：天然芝、ファウルエリア：砂入り人工芝
- 照明設備：6基（最大照度：投捕間2500Lx、内野1500Lx、外野750Lx）
- スコアボード：LED式
- 収容人員：25,000人（外野:芝生席、内野:座席、内野スタンドのバックネット裏に屋根架設）

## 交通
- 松本バスターミナル（JR松本駅東口より徒歩約3分）2番のりばからアルピコ交通「横田信大循環線」で「松本第一高校」下車後徒歩約5分
  - プロ野球等開催時は松本駅から臨時バス運行あり
- JR松本駅東口からタクシー約10分